# Nouvelle vague musicale yougoslave
Pour les articles homonymes, voir Nouvelle vague (homonymie) et New wave (homonymie).
La nouvelle vague yougoslave ou new wave yougoslave (en slovène, en croate et en bosnien : Novi val ; en serbe : Нови талас et Novi talas ; en macédonien : Нов бран) était la scène de musique new wave de la République fédérative socialiste de Yougoslavie. Influencée par la new wave anglo-saxonne, la nouvelle vague yougoslave était liée au punk rock, au ska, au reggae, au two tone, au power pop, au mod revival etc. Certaines de ses créations ont été parfois rattachées à la scène punk yougoslave, qui existait préalablement à la new wave.

## Vue d'ensemble
La Yougoslavie communiste faisait partie du mouvement des non-alignés, gardant ainsi une certaine indépendance vis-à-vis du bloc de l'Est ; de ce fait, elle était ouverte aux influences de la musique de l'Ouest. La new wave y fit son apparition à la fin des années 1970 et exerça une grande influence sur la culture yougoslave. La scène rock yougoslave en général, y compris la new wave, fut acceptée par le public et diffusée par les médias, avec des magazines comme Polet à Zagreb et Džuboks à Belgrade ou des émissions de télévision comme Rokenroler, célèbre pour ses vidéos musicales.
Le mouvement, quelque peu contestataire, fut paradoxalement soutenu par les autorités communistes ; les jeunes de la Ligue des communistes de Yougoslavie organisèrent ainsi des concerts, des festivals, des expositions et d'autres manifestations autour de la new wave. De fait, si les paroles de chanson critiquaient les failles, les dirigeants considéraient que cette critique pouvait avoir son utilité et les cas de censure furent plutôt rares. Le groupe culte Azra, originaire de Zagreb, était alors célèbre pour la portée contestataire de ses chansons. La new wave yougoslave participa à de nombreux mouvements artistiques comme le pop art, l'avant-garde etc.
Parmi les groupes les plus importants de cette nouvelle vague yougoslave, on peut citer Šarlo Akrobata, VIS Idoli, célèbre pour sa chanson Maljčiki et sa vidéo qui tournait en ridicule le réalisme socialiste soviétique, ou encore Prljavo kazalište, qui fit ses débuts dans le punk ; le titre du second album de ce groupe, Crno bijeli svijet (« Monde noir et blanc »), faisait référence au mouvement 2 tone. Le groupe Električni orgazam lui aussi avait fait ses débuts dans le punk, avant de se tourner vers le post-punk et le rock psychédélique ; il fut par la suite surnommé les « Doors du punk ». Le groupe Haustor subissait principalement les influences du reggae et du ska, avec une approche intellectuelle et poétique. On peut encore citer les groupes Laboratorija zvuka, Film (un des premiers de la new wave yougoslave) ou encore Lačni Franz.
Dans les années 1970, la popularité déclinante du hard rock et du rock progressif parmi les jeunes, conduisit un groupe culte comme Bijelo dugme à passer de son style hard rock rural à un la new wave. Pendant une courte période, il adopta le style two tone, notamment avec l'album Doživjeti stotu et la compitaltion Svi marš na ples!.
Parmi les œuvres culte de la nouvelle vague yougoslave, on peut citer les compilations Paket aranžman, Novi Punk Val, Artistička Radna Akcija, ainsi que le film Dečko koji obećava.

## Déclin
La nouvelle vague reflua au début des années 1980 ; certains groupes se séparèrent et les artistes adoptèrent de nouvelles orientations musicales. La période autour de 1982 est considérée comme cruciale pour le déclin de la nouvelle vague yougoslave. Le mouvement fut accéléré par la crise économique en Yougoslavie et par l'instabilité politique, notamment au Kosovo, crise précipitée par la mort de Tito. Des genres comme le post-punk, le dark wave, le rock gothique, ainsi que le nouveau romantisme et le synthpop, arrivèrent au-devant de la scène, en Yougoslavie comme dans le reste du monde.
Šarlo Akrobata, jusque-là inspiré par le ska et le reggae, adopta un style post-punk plus sombre. En 1982, Milan Mladenović, le chanteur et guitariste du groupe Gang of Four de Zagreb, fonda le groupe culte Ekatarina Velika, caractérisé par un style post-punk poétique et sombre. La même année, son partenaire Dušan Kojić-Koja forma le groupe Disciplina kičme, influencé par différents styles musicaux et qui, plus tard, obtint une certaine notoriété internationale.
VIS Idoli, Prljavo kazalište et Film se tournèrent vers la pop ou le pop rock, obtenant ainsi un succès durable. Dans les années 1980, Azra se tourna progressivement vers un rock plus conventionnel, usant à l'occasion d'éléments folk rock, le style poétique de Johnny Štulić transparaissant dans les paroles de leurs chansons. Električni orgazam devint aussi un groupe célèbre, en s'inspirant de la musique des années 1960, et notamment des Rolling Stones.

## Héritage
La période de la new wave yougoslave est encore considérée comme l'âge d'or de la pop et du rock dans les pays qui obtinrent leur indépendance après l'éclatement de la Yougoslavie. La scène de la nouvelle vague yougoslave donna lieu à d'importantes créations, saluées par les médias du bloc de l'Ouest, et particulièrement par Melody Maker.
En 2004, Igor Mirković réalisa un film intitulé Sretno dijete (« L'enfant heureux »), d'après une chanson du groupe Prljavo kazalište. Ce film raconte l'aventure de la scène de la nouvelle vague yougoslave.

## Groupes
- En République socialiste de Slovénie :

Buldožer (Ljubljana)
Berlinski zid (Ljubljana)
Grupa 92 (Ljubljana)
Lačni Franz (Maribor)
Otroci socializma (Ljubljana)
Pankrti (Ljubljana)
- En République socialiste de Croatie :

Aerodrom (Zagreb) - un seul album : Tango Bango
Animatori (Slavonski Brod)
Azra (Zagreb)
Film (Zagreb)
Haustor (Zagreb)
Mrtvi kanal (Rijeka)
Paraf (Rijeka)
Parlament (Zagreb)
Parni Valjak (Zagreb) - sur leur album Vruće Igre
Patrola (Zagreb)
Prljavo kazalište (Zagreb) - plusieurs albums dont Crno bijeli svijet
Stidljiva ljubičica (Vrbovec)
Termiti (Rijeka)
Xenia (Rijeka/Zagreb) - débuts
- En République socialiste de Serbie :

Bezobrazno zeleno (Belgrade) - début
Bulevar (Belgrade)
Defektno efektni (Belgrade)
Čista proza (Novi Sad)
Električni orgazam (Belgrade)
Gjurmët (Pristina)
Kontraritam (Novi Sad)
La Strada (Novi Sad) - débuts
Laboratorija zvuka (Novi Sad)
Pekinška patka (Novi Sad)
Pasta ZZ (Belgrade)
Petar i zli Vuci (Belgrade)
Piloti (Belgrade) - débuts
Profili Profili  (Belgrade)
Radnička kontrola (Belgrade)
Šarlo Akrobata (Belgrade)
TV Moroni (Belgrade)
Urbana gerila (Belgrade)
U Škripcu (Belgrade) - débits
VIA Talas (Belgrade)
VIS Idoli (Belgrade)
Zana (Belgrade) - premier album
- En République socialiste de Bosnie-Herzégovine :

Bijelo dugme (Sarajevo) - album Doživjeti stotu
- En République socialiste de Macédoine :

Cilindar (Skopje)
Tokmu taka (Skopje)
Usta na usta (Skopje) avec Aleksandar Prokopiev (ex-VIS Idoli)